# Araneus polydentatus
Araneus polydentatus is een spinnensoort in de taxonomische indeling van de wielwebspinnen (Araneidae).
Het dier behoort tot het geslacht Araneus. De wetenschappelijke naam van de soort werd voor het eerst geldig gepubliceerd in 2007 door Chang-Min Yin, Griswold & Yajun Xu.